# Rhinobatos rhinobatos
El pez guitarra común (Rhinobatos rhinobatos), es una especie de pez perteneciente a la clase Elasmobranchii. Este pez combina características de raya en su parte anterior y de tiburón en su parte posterior, con un hocico alargado y puntiagudo, y una piel que presenta una fila de espinas centrales. Su color dorsal varía del gris pardo al amarillento, y la zona ventral es blanca. Estos ejemplares pueden alcanzar hasta 1 metro de longitud.

## Nombres comunes
Guitarra común; peix guitarra (cat.); peixe guitarra (gal.)

## Descripción física
En su parte anterior es similar a una raya y en su parte posterior a un tiburón. Su hocico es alargado y puntiagudo, con los ojos ubicados delante de los espiráculos. Detrás de las aletas pélvicas, se encuentran las dos aletas dorsales. La cola no presenta lóbulos. Su piel tiene una fila de espinas en la parte central. El color dorsal varía entre gris pardo y amarillento, mientras que la zona ventral es blanca. Pueden alcanzar hasta 1 metro de longitud.

## Ecología y etología
Organismos solitarios y en época reproductiva se producen agregaciones de individuos.

## Distribución y hábitat
Su distribución se centra principalmente en el Atlántico oriental, desde el sur del mar Cantábrico hasta Angola; y el Mar Mediterráneo.
Se encuentra a profundidades entre 1 y 100 m en fondos arenosos y fangosos. Puede verse ocasionalmente cerca de praderas y zonas rocosas. La pérdida y la alteración de su hábitat afectan significativamente a las poblaciones en el Mar Mediterráneo.

## Dieta
Su alimentación se basa en invertebrados bentónicos y peces demersales. 

## Reproducción (nº crías y tipo)
Organismo ovovivíparo. Las hembras pueden parir de 4-10 crías hasta 2 veces al año, entre los meses de febrero y julio. 

## Longevidad (edad máxima y edad de madurez sexual machos y hembras)
Estos individuos pueden vivir alrededor de 5 años.

## Amenazas
Aunque no sea una especie objetivo para la pesca a menudo se captura accidentalmente en pesca artesanal y en la pesca de arrastre de la gamba. 

## Estatus de conservación
Rhinobatos rhinobatos cuenta con diversas figuras de protección y reconocimientos internacionales que ponen de manifiesto su estado de amenaza y la necesidad de conservación. La Comisión General de Pesca del Mediterráneo (CGPM) ha asignado protección a esta especie. Asimismo, está incluida en los apéndices I y II de la Conservación de Especies Migratorias (CMS) y listada en el Anexo II del Convenio de Barcelona. En 2020, la Lista Roja de Especies Amenazadas de la UICN la clasificó como En Peligro Crítico según los criterios A2bd. Además, se encuentra incluida en el Listado de Especies Silvestres en Régimen de Protección Especial (LESRPE).